# Aéroport de Saint-Sébastien
L'aéroport de Saint-Sébastien (Aeropuerto de San Sebastián en espagnol, Donostia-Hondarribiko aireportua en basque) (code IATA : EAS • code OACI : LESO) est un aéroport espagnol situé à 22 km de la ville de Saint-Sébastien, sur la commune de Fontarrabie, dans la province du Guipuscoa, tout près de la frontière franco-espagnole à moins de 5 km de la ville d'Hendaye (la piste donne directement sur la Bidassoa et constitue la frontière avec la France).
Le code EAS provient de « Easo », nom donné autrefois à la ville de Saint-Sébastien par les Espagnols.
En 2014, il est le 30e aéroport espagnol quant au trafic de passagers.
Iberia, par l’intermédiaire de sa filiale Air Nostrum, Binter Canarias, Volotea et Vueling sont les principales compagnies qui opèrent actuellement sur l'aéroport.  
L’aéroport est l'un des plus particuliers d'Espagne en raison de sa configuration. Son emplacement entre terre et mer permet d'avoir de superbes vues à l’atterrissage et au décollage. La piste constitue la frontière franco-espagnole. Les atterrissages et décollages sont assez impressionnants en raison de la courte piste ainsi que de la proximité de la mer et des montagnes. Lorsque les avions atterrissent depuis la mer, ils frôlent les mats des bateaux présents dans la baie de Txingudi. Les plus gros avions (actuellement A319) ne peuvent décoller qu'avec une charge bien inférieure à leur charge maximale.

## Historique
L'aéroport a été inauguré le 22 août 1955 et ouvert officiellement au trafic le 29 août 1955.
La compagnie aérienne Aviaco fut la première a y exploiter  des vols, à partir du 2 septembre 1955. La piste mesurait 1 200 mètres et était orientée 05/23. Cette orientation contraint les avions à survoler le territoire français, ce qui n'a pas manqué de faire protester immédiatement le gouvernement français.
En juillet 1957, la rencontre entre deux délégations espagnole et française permit de trouver un accord de limitation de l'exploitation de l'aéroport. Cet accord entra en vigueur en 1959 et l'aviation de loisirs a été interdite.
En juillet 1961, la piste fut allongée à 1 500 mètres.
Entre 1964 et 1965, le parking pour avions a été agrandi, la tour de contrôle a été construite et l'aéroport prit officiellement son nom actuel. En 1967 ont commencé les travaux pour le terminal, inauguré en 1968. En décembre 1969, l'aéroport a été fermé pour allonger la piste à sa longueur actuelle de 1 754 mètres.
Le 18 mars 1992, l'Espagne et la France ont signé un nouvel accord, supprimant l'interdiction des avions à réaction et limitant le nombre quotidien de mouvements, en dehors des heures de nuit, à 12 MD-88 et 12 BAE-146.

## Situation
| \| 100 km1:11 216 000 \| Alicante Almería Andorre Badajoz Barcelone Bilbao Burgos León Castellón · de la Plana Ceuta Gérone Grenade Ibiza Jerez La Corogne Lleida Logroño Madrid Málaga Melilla Minorque Murcie Oviédo Palma de · Majorque Pampelune Reus Sabadell Saint-Jacques Saint-Sébastien Salamanque Santander Saragosse Séville Valence Valladolid Vigo Vitoria |
| 100 km1:11 216 000 |

Voir les Îles Canaries

## Statistiques
Jusqu'en 2008, le trafic passagers de l'aéroport a progressé régulièrement. Depuis 2008, le trafic a baissé et a retrouvé les valeurs d'avant les années 2000.
Depuis 2022, avec l'ajout des nouvelles destinations, le trafic de passagers a augmenté considérablement

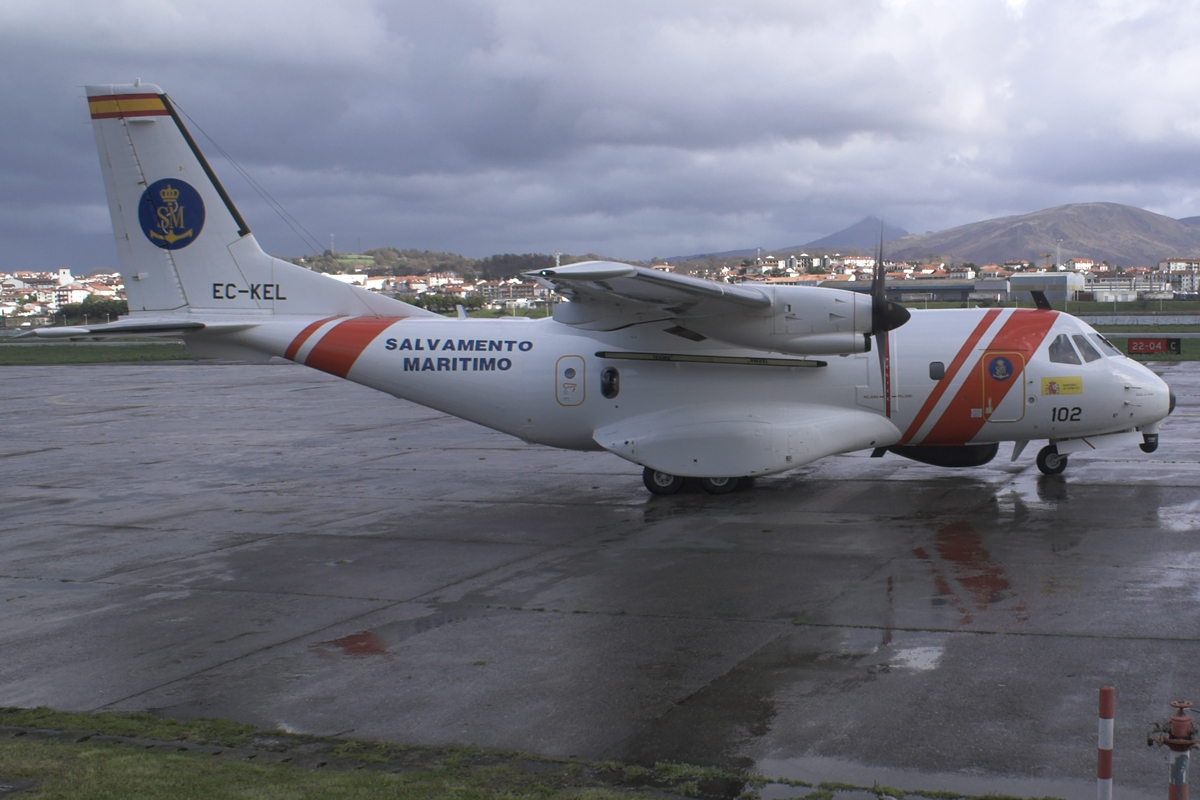
CASA CN-235 sur le tarmac de l'aéroport.

Le graphique qui aurait dû être présenté ici ne peut pas être affiché car il utilise l'ancienne extension Graph, désactivée pour des questions de sécurité. Des indications pour créer un nouveau graphique avec la nouvelle extension Chart sont disponibles ici.

Voir la requête brute et les sources sur Wikidata.
| Année | Passagers | Mouvements | Fret (en kilogrammes) |
| ----- | --------- | ---------- | --------------------- |
| 2014  | 245 422   | 6 056      | 30 735                |
| 2013  | 244 952   | 6 237      | 20 416                |
| 2012  | 262 783   | 9 015      | 35 589                |
| 2011  | 248 050   | 9 560      | 32 031                |
| 2010  | 286 059   | 9 576      | 18 809                |
| 2009  | 315 294   | 9 743      | 31 083                |
| 2008  | 403 221   | 12 282     | 63 734                |
| 2005  | 308 775   | 11 007     | 415 186               |
| 2000  | 283 830   | 7 808      | 176 069               |

## Infrastructures

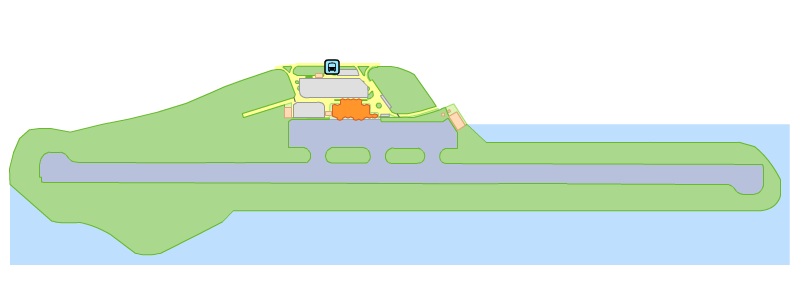
Schéma de la piste 04/22.

- 1 piste de 1 754 × 45 mètres (04/22) ;
- 1 terminal ;
- 1 parking de 233 places.

## Compagnies aériennes et destinations
| Compagnies      | Destinations                                                                           |
| --------------- | -------------------------------------------------------------------------------------- |
| Binter Canarias | Las Palmas/Gran Canaria, Ténériffe-Nord                                                |
| British Airways | En saison : Édimbourg, Londres-City                                                    |
| Iberia          | Madrid-Barajas                                                                         |
| Volotea         | Séville-San Pablo, En saison : Malaga-Costa del Sol, Minorque-Mahón, Palma de Majorque |
| Vueling         | Barcelone-El Prat                                                                      |

Édité le 18/02/2020  Actualisé le 14/07/2025

## Accès
- Par autobus :
  - Plusieurs lignes de Lurraldebus assurant des dessertes vers Fontarrabie depuis Saint-Sébastien (y compris par autoroute), Errenteria et Irun[3].

- Par route :
  - N-1 direction Irun jusqu'à la déviation direction Hondarribia,
  - AP-8 sortie aéroport 2.

- Par train : 
  - Gare d'Irun (située à 2 500 m de l'aéroport)
  - Gare de Topo d'Irun-Colon (située à 2 200 m de l'aéroport)

- Par bateau
  - Il est possible de prendre le bateau de Hendaye (Sokoburu) à Fontarrabie, puis de se rendre à l'aéroport en 20 minutes de marche.